# كسكروت

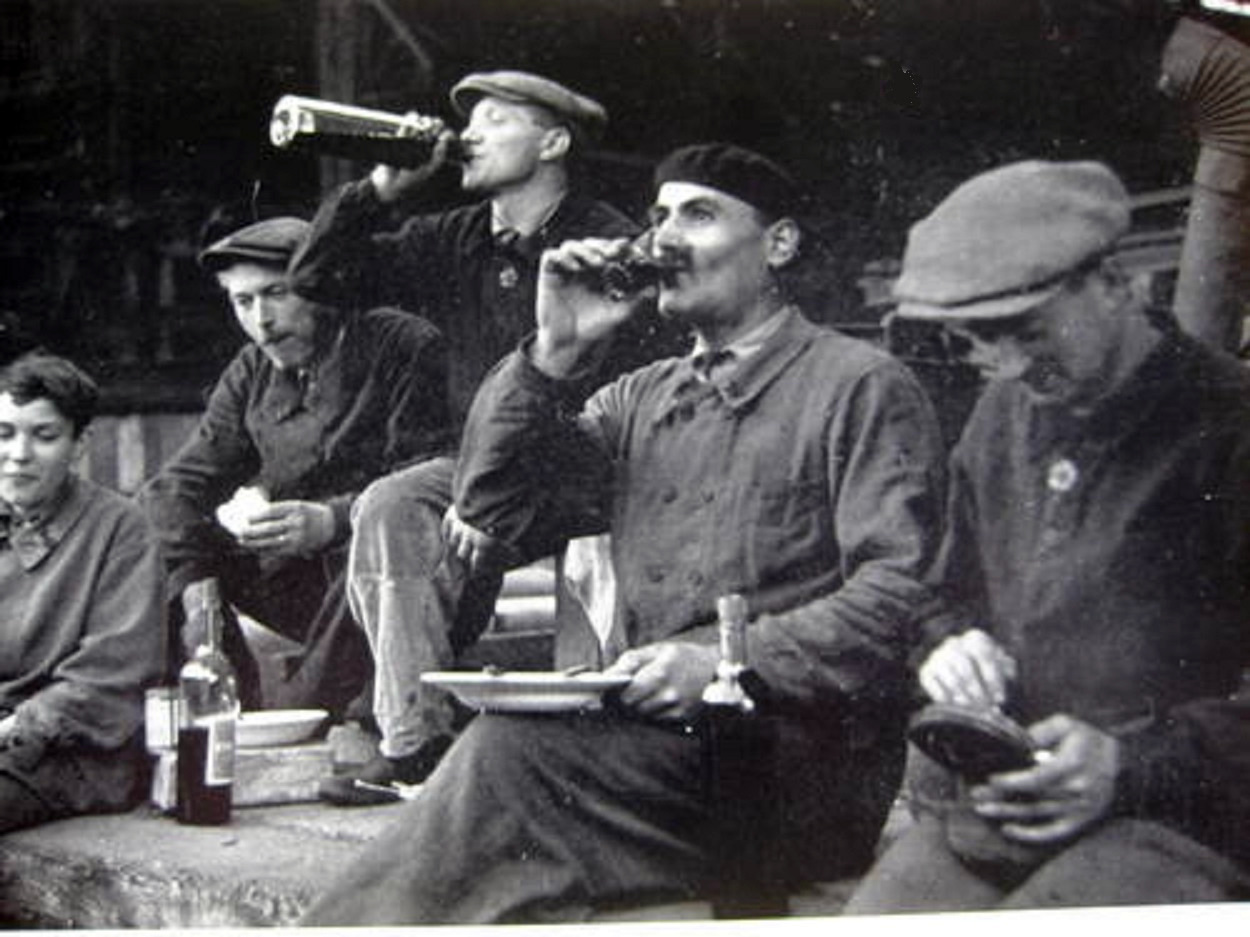
كسكروت في موقع أشغال في باريس الثلاثينات من القرن الماضي.

في الأصل الكسكروت (بالفرنسية: Casse-croûte)‏ هو أداة تستعمل لطحن الخبز لكبار السن فاقدي الأسنان.
منذ 1898 أصبحت تسمية كسكروت تطلق على الوجبة الرئيسية التي يتناولها العمال في استراحة الغداء. 
الكسكروت هو وجبة بسيطة أو ما يعرف بالشطيرة. 
في الكيبك، اسم  كسكروت يطلق على مطاعم الأكل الخفيف أو ما يعرف بالوجبة سريعة. وتكون في كثير من الأحيان على جانب الطريق.تتعدد الاضافات التي تدخل في الكسكروت حسب الذوق والمواد المتوفر فتوجد مئات الأنواع منه حول العالم حسب تقاليد ومطبخ كل بلد وتشترك كلها في سمة أن الكسكروت هو أكلة سريعة استخدمت سابقا في المصانع الفرنسية في فترة الاستراحة.

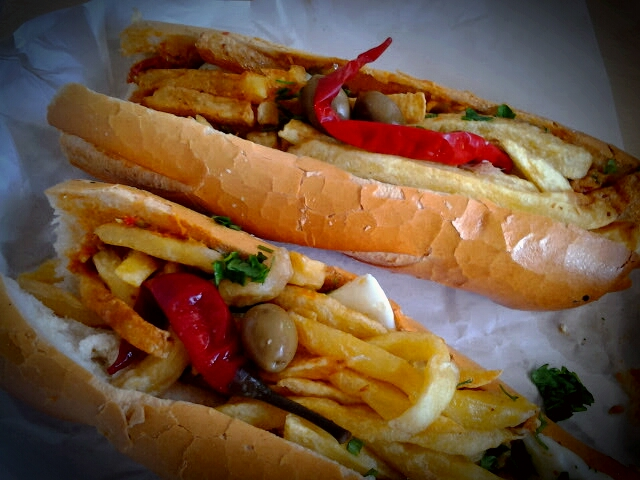
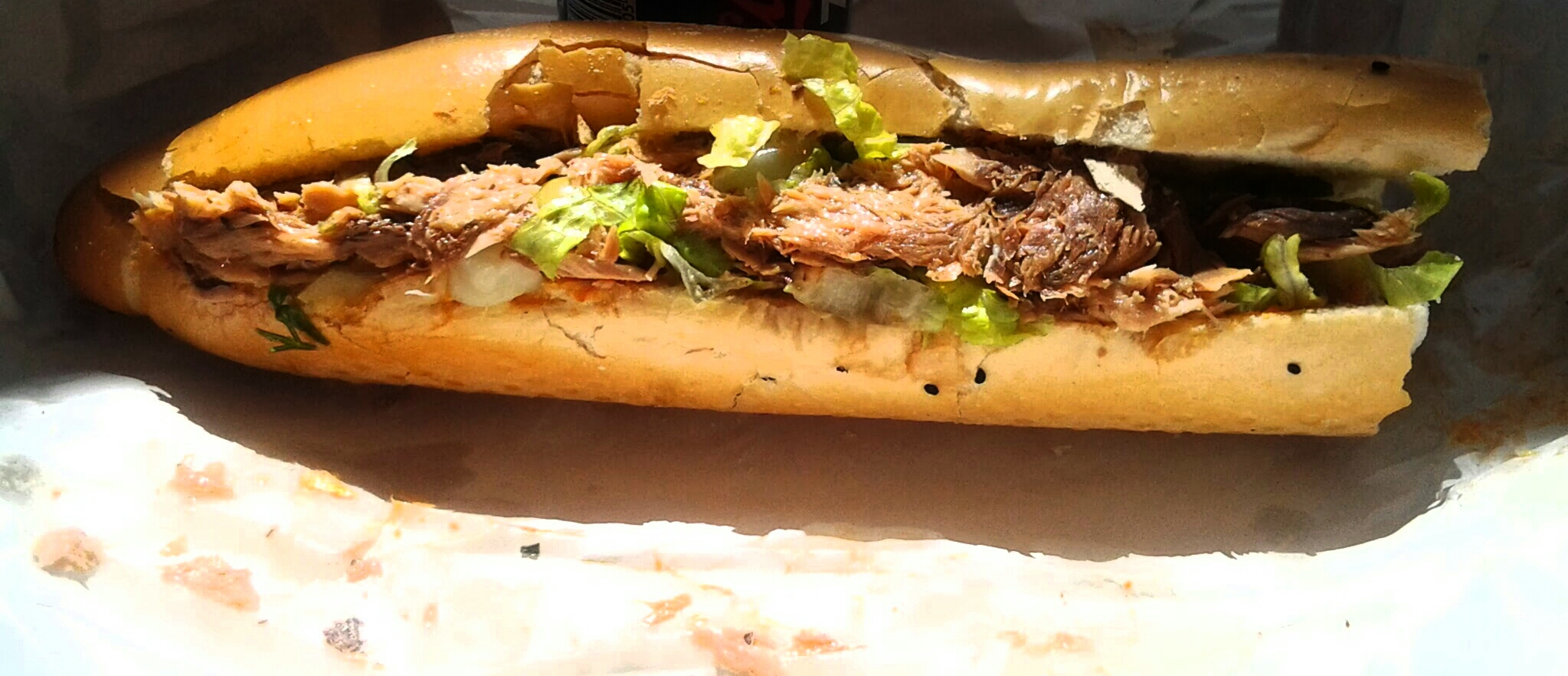
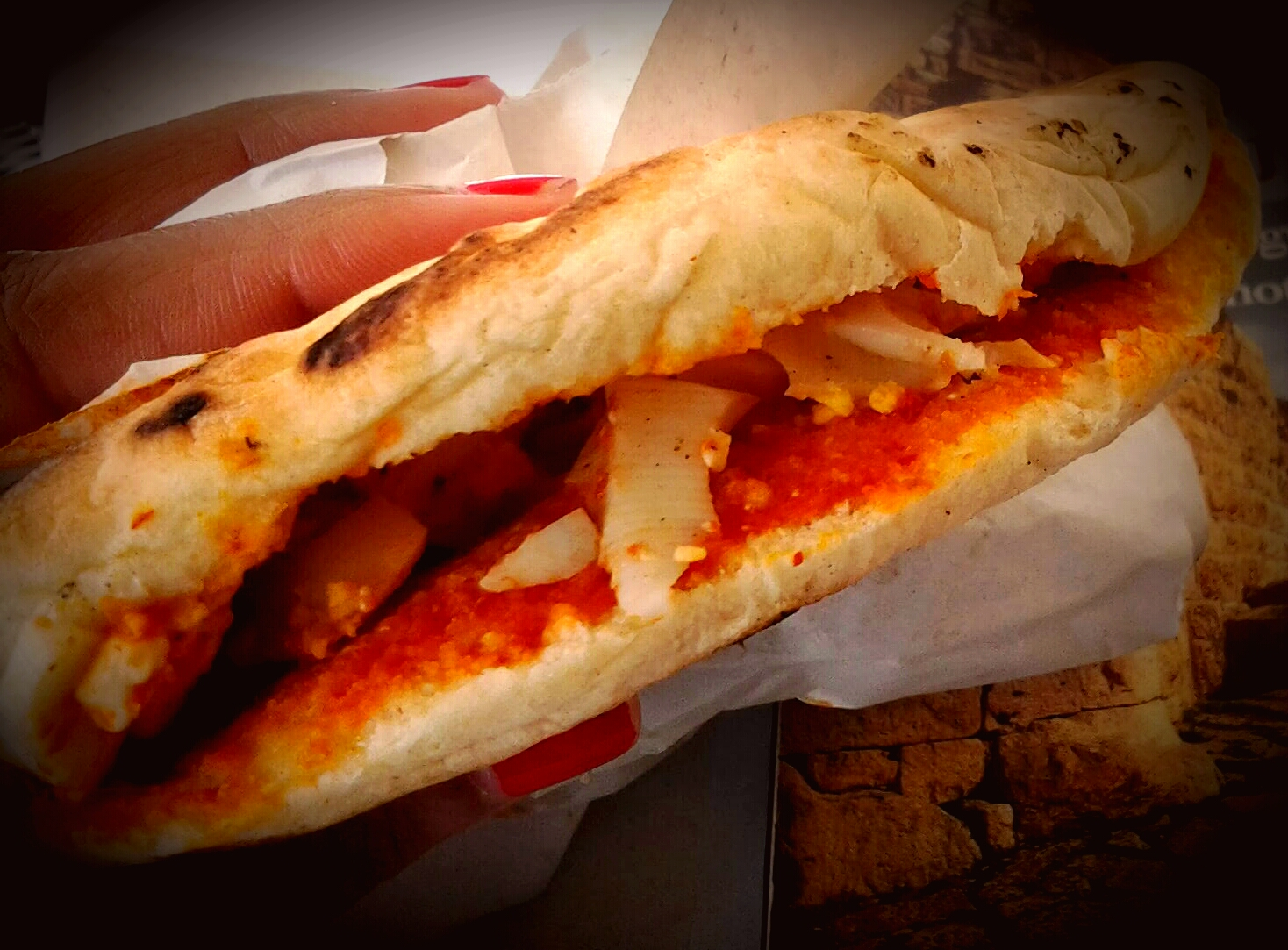

### مقالات ذات صلة
- وجبة سريعة

### روابط خارجية
Grand Dictionnaire Terminologique, OQLF